# Juliusz Madecki
Juliusz Madecki (17 czerwca 1979 r. we Wrocławiu) – austriacki wioślarz polskiego pochodzenia, reprezentant Austrii w wioślarskiej ósemce podczas Letnich Igrzysk Olimpijskich w Atenach.

## Osiągnięcia
- Mistrzostwa Świata – Lucerna 2001 – dwójka podwójna wagi lekkiej – 15. miejsce[1].
- Igrzyska Olimpijskie – Ateny 2004 – czwórka bez sternika wagi lekkiej – 10. miejsce[1].
- Mistrzostwa Świata – Eton 2006 – dwójka podwójna wagi lekkiej – 24. miejsce[1].
- Mistrzostwa Świata – Monachium 2007 – dwójka podwójna wagi lekkiej – 11. miejsce[1].
- Mistrzostwa Świata – Linz 2008 – dwójka bez sternika wagi lekkiej – 6. miejsce[1].